# Saladoblanco
Saladoblanco è un comune della Colombia facente parte del dipartimento di Huila.
Il centro abitato venne fondato da Pedro e Pablo Polanìa e Josefa Mora nel 1626.